# 陳經正
陳經正（1574年6月23日—？），字敷奎，號端瀛，福建泉州府晉江縣軍籍，明朝政治人物。

## 生平
陳經正以《詩經》中萬曆十九年（1591年）福建鄉試舉人第四十八名，曾擔任藍山縣縣學教諭，二十九年（1601年）會試中式第一百六十二名，成第三甲第八十九名進士，吏部觀政，初授开化县知县，三十二年调繁乌程县，三十四年本省同考，三十五年擢户部主事，三十六年管太仓银库，三十七年养病。

## 家族
曾祖陳士豪，祖父陳球，父親陳萬，母親許氏。